# گشنادر
گشنادر روستایی از توابع بخش آسارا شهرستان کرج در استان البرز ایران است. مردم روستای گشنادر تات‌زبان هستند.

## جمعیت
این روستا در دهستان نسا قرار دارد و براساس سرشماری مرکز آمار ایران در سال ۱۳۸۵، جمعیت آن ۹۴ نفر (۳۳خانوار) بوده‌است.